# Don't Call It Love
Don't Call It Love er en amerikansk stumfilm fra 1923 af William C. deMille.

## Medvirkende
- Agnes Ayres som Alice Meldrum
- Jack Holt som Richard Parrish
- Nita Naldi som Rita Coventry
- Theodore Kosloff som Luigi Busini
- Rod La Rocque som Patrick Delaney
- Robert Edeson som Henry Van Courtlandt
- Julia Faye som Clara Proctor